# 太阳能
太阳能（英語：Solar energy），是指來自太陽辐射出的光和热被不斷發展的一系列技術所利用的一种能量，如，太陽熱能集熱器，太陽能光伏發電，太陽熱能發電，和人工光合作用。
自地球形成生物就主要以太陽提供的熱和光生存，而自古人類也懂得以陽光曬乾物件，並作為保存食物的方法，如製鹽和曬鹹魚等。但在化石燃料減少下，才有意把太陽能進一步發展。人类利用太阳能有三个途径，分别是：光热转换、光电转换和光化学转换。
太阳能利用技術分為有源（主動式）及無源（被動式）兩種。有源的例子有太陽能光伏及光热转换，使用電力機械設備作太陽能收集，而這些設備是依靠外部能源運作的，因此稱為有源。無源的例子有在建築物引入太陽光作照明等，當中是利用建築物的設計、選擇所使用物料等達至利用太陽能的目的，由於當中的運作無需由外部提供能源，因此稱為無源。

## 潜力

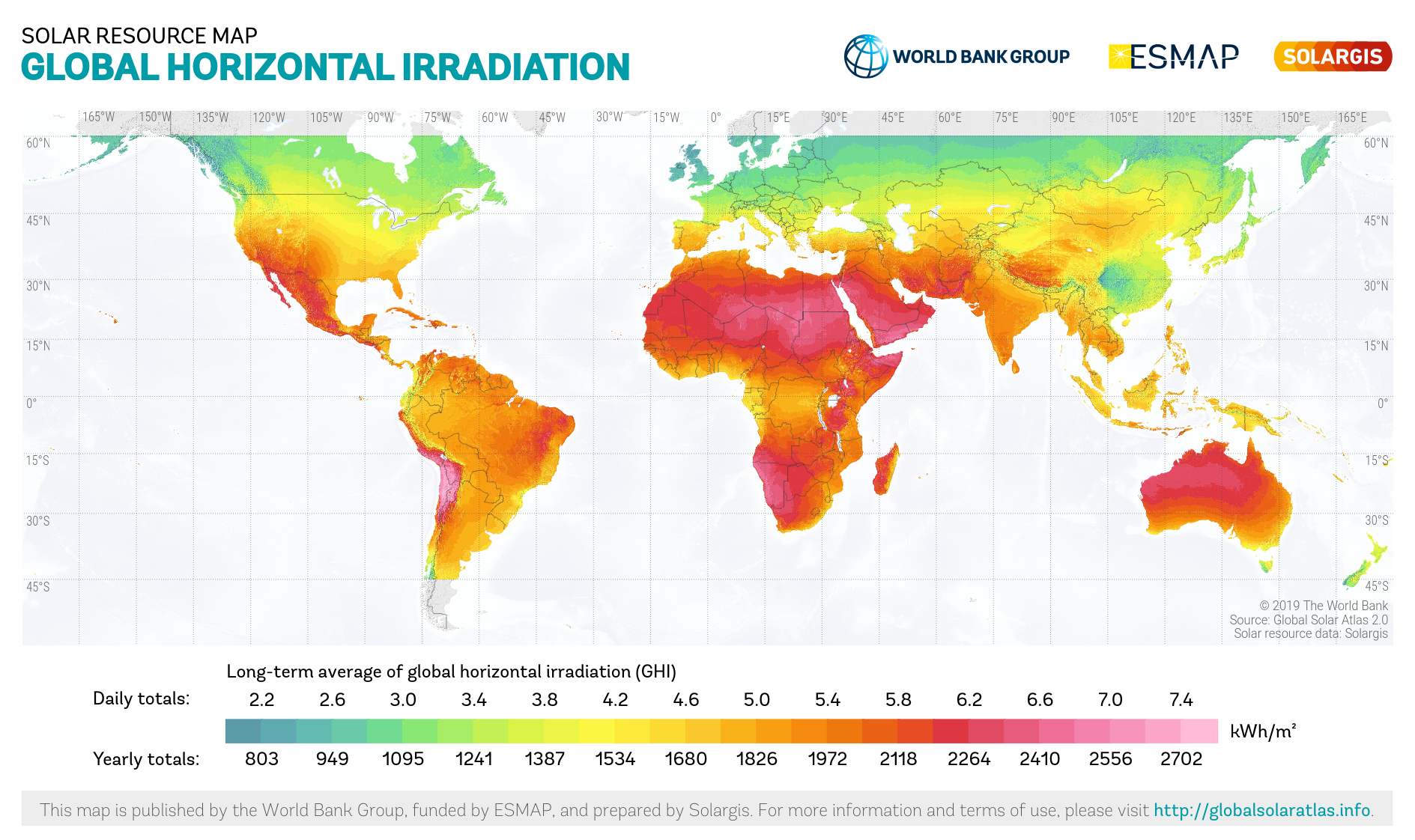
全球水平辐照度地图

地球在上层大气层接收到174 拍瓦（PW）的入射太阳辐射（日射量）。大约30%的辐射被反射回太空，剩余的122 PW被云层、海洋和陆地吸收。太阳光在地球表面的光谱主要分布在可见光和近红外范围，少部分在近紫外范围。世界大部分人口居住在每平方米日射量为150–300瓦特/平方米或每天3.5–7.0千瓦时/平方米的地区。
太阳辐射被地球的陆地表面、覆盖了约71%的海洋以及大气层吸收。含有海洋蒸发水的温暖空气上升，引起大气环流或对流。当空气达到高海拔，温度较低的地方时，水蒸气凝结成云，降雨到地球表面，完成水循环。水凝结的潜热放大了对流，产生风、气旋和反气旋等大气现象。被海洋和陆地吸收的阳光使地表保持平均温度为14 °C。通过光合作用，绿色植物将太阳能转化为化学储能，从而产生食物、木材和生物质，从而衍生出化石燃料。
地球大气层、海洋和陆地吸收的总太阳能能量约为122 PW·年 = 3,850,000 亿艾可焦耳（EJ）每年。在2002年（2019年），这个能量在一个小时（一个小时零25分钟）内就比全球一年的能量使用量还要多。光合作用每年在生物质中捕获约3,000 EJ的能量。
| 年度太阳能量与人类能源消耗1                               | 年度太阳能量与人类能源消耗1 | 年度太阳能量与人类能源消耗1 |
| --------------------------------------------------------- | --------------------------- | --------------------------- |
| 太阳能                                                    | 3,850,000                   | [ 10 ]                      |
| 风能                                                      | 2,250                       | [ 14 ]                      |
| 生物质潜力                                                | ~200                        | [ 15 ]                      |
| 一次能源使用量2                                           | 633                         | [ 16 ]                      |
| 电力2                                                     | ~86                         | [ 17 ]                      |
| 1 能量单位：艾焦（EJ）= 1018 J = 278 TWh 2 数据截至2019年 |                             |                             |

人类可以利用的潜在太阳能与行星表面附近存在的太阳能数量不同，因为地理、时间变化、云层覆盖和人类可用的土地等因素限制了我们能够获取的太阳能量。在2021年，碳追踪倡议估计，仅从太阳能发电需要的土地面积为45万km2，约等于瑞典的面积，或者摩洛哥的面积，或者加利福尼亚州的面积（占地球总陆地面积的0.3%）。
太阳能技术根据其捕获、转换和分配阳光的方式，以及在世界各地不同的能量利用水平上是否能够获取太阳能而被划分为被动或主动。这主要取决于距离赤道的距离。尽管太阳能主要指的是利用太阳辐射实现实际目标，除了地热能和潮汐能外，所有可再生能源都直接或间接地从太阳获得能量。
主动太阳能技术使用光伏、聚光太阳能发电、太阳热收集器、泵和风扇将阳光转化为有用的产出。被动太阳能技术包括选择具有有利热性能的材料，设计自然对流空气的空间，并将建筑物的位置与太阳相对应。主动太阳能技术增加了能源供应，被视为供给侧技术，而被动太阳能技术减少了对替代资源的需求，通常被视为需求侧技术。
在2000年，联合国开发计划署、联合国经济和社会事务部以及世界能源理事会发布了一个每年可供人类使用的潜在太阳能量估计，该估计考虑了诸如日照、云层覆盖和人类可用土地等因素。该估计发现，太阳能的全球潜力为每年1,600至49,800焦耳（4.4×1014至1.4×1016千瓦·小時） （见下表）。
| 地区 | 北美  | 拉丁美洲和加勒比海地区 | 西欧 | 中东欧 | 前苏联地区 | 中东和北非 | 撒哈拉以南非洲 | 亚太地区 | 南亚  | 中央规划亚洲 | 太平洋经合组织地区 |
| --- | ----- | ---------------------- | ---- | ------ | ---------- | ---------- | -------------- | -------- | ----- | ------------ | ------------------ |
| Minimum | 181.1 | 112.6                  | 25.1 | 4.5    | 199.3      | 412.4      | 371.9          | 41.0     | 38.8  | 115.5        | 72.6               |
| Maximum | 7,410 | 3,385                  | 914  | 154    | 8,655      | 11,060     | 9,528          | 994      | 1,339 | 4,135        | 2,263              |
| 注意： - 全球年太阳能能量潜力总量为1,575艾可焦耳（最小值）至49,837艾可焦耳（最大值） - 数据反映了年均晴空辐照度、年均平均天空透明度和可用土地面积的假设。所有数字以艾可焦耳为单位。 - 全球太阳能潜力与世界一次能源消耗的数量关系： - 与当前能源消耗（402艾可焦耳）的比率（截至年份）：3.9（最小值）至124（最大值） - 与预计到2050年的能源消耗（590–1,050艾可焦耳）的比率：1.5–2.7（最小值）至47–84（最大值） - 与预计到2100年的能源消耗（880–1,900艾可焦耳）的比率：0.8–1.8（最小值）至26–57（最大值） - 来源： 联合国开发计划署 – 世界能源评估（2000年） |       |                        |      |        |            |            |                |          |       |              |                    |

## 来自太阳的能量
| 每年太阳能通量与人类能源消费 |              |
| ---------------------------- | ------------ |
| 太阳能                       | 3,850,000 EJ |
| 风能                         | 2,250 EJ     |
| 生物质能潜力                 | 100–300 EJ   |
| 主要能源消费（2010年）       | 539 EJ       |
| 电力（2010年）               | 66.5 EJ      |

大约有一半来自太阳的能量可以到达地球的表面。

地球在上层大气传入的太阳辐射（日照）接收了174 petawatts(PW)。大约有30%的太阳能被反射回太空，而其余的太阳能则被云层、海洋和陆地吸收。在地球表面的太阳能光谱大多分布在一小部分近紫外线，全部可见光，和近红外线的光谱范围。
地球的大气，海洋和陆地吸收的太阳能每年大约是3,850,000 EJ。在2002年，一小时内的太阳能比全世界在一年内使用的能量还要更多。光合作用获得的生物质能每年约3000 EJ。技术上的生物质能潜力有100–300 EJ/每年。。太阳的能量到达这个地球表面的数量是如此巨大，以至於在一年中的太阳能是自从人类取得和开采的所有在地球上不可再生资源的煤、石油、天然气、和铀都相结合的总能源的两倍。
在世界各地，主要根據緯度的不同来利用太阳能。

## 太阳能技术的应用

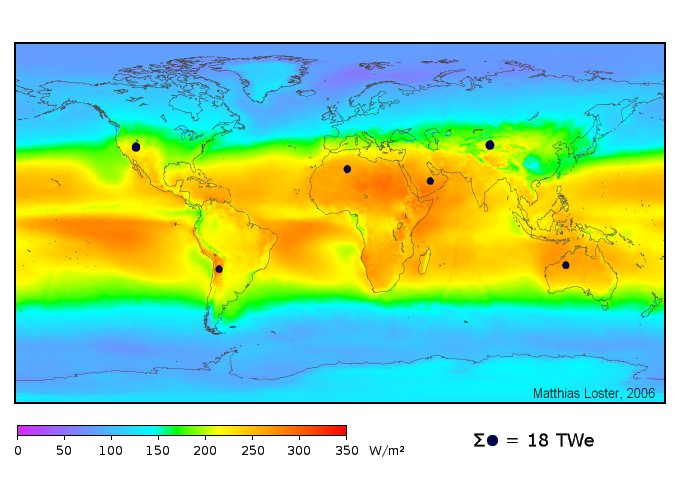
顯示的土地面積（黑色小點）的平均日射量與太陽能發電（18 TW是每年568 Exajoule，EJ）取代世界初級能源供應量需要。 日射量對於大多數人來說是從150到300 W/m^{2}或3.5至7.0 kWh/m^{2}/天.

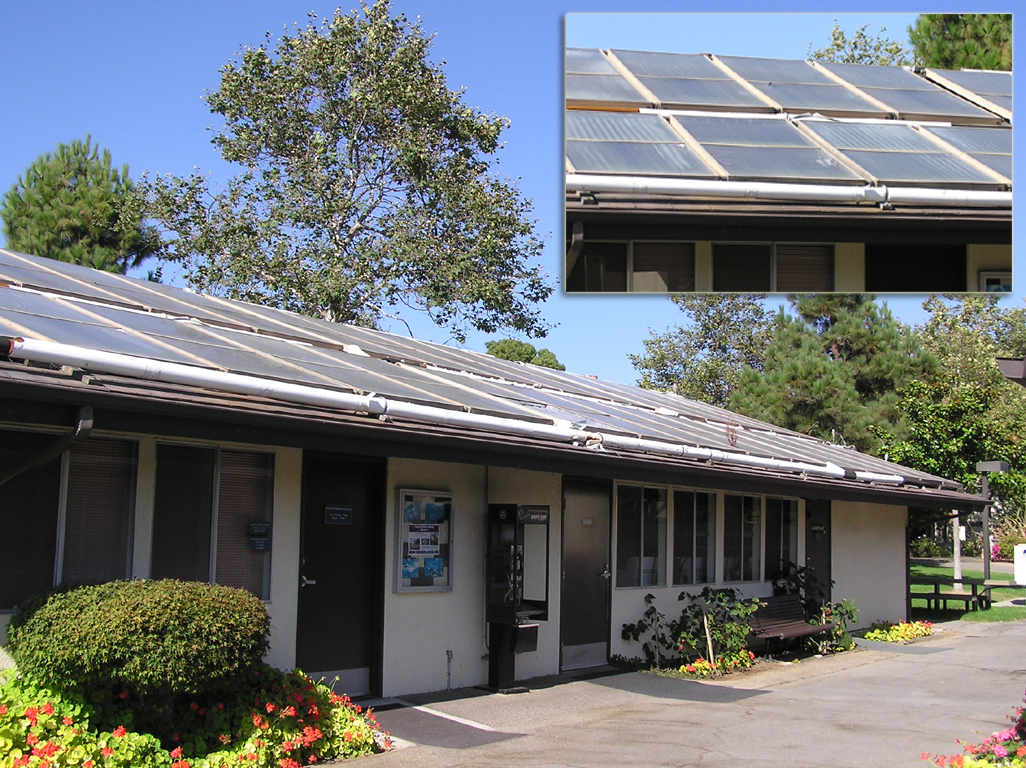
美國加州陽光充沛，適合利用太陽能發電。圖中乃美國加州一座於樓頂安裝了太陽能電池板用作供電的洗衣房。

太阳能是指主要用于实际目的利用太阳光辐射。然而，除了地热能和潮汐能以外，所有其他的可再生能源都是来源自太阳的能量。
太阳能技术被广泛定性为被动的或主动的方式来捕获，转换和分配太阳光。主动式太阳能技术，利用太阳能光伏板，泵，风机将阳光转换为有用的输出。被动式太阳能技术，包括选择材料具有良好的热性能，设计，自然空气流通的空间，并按照太阳来安排的建筑物的位置。主动式太阳能技术，增加能源供应，被认为是供应端的技术；而被动式太阳能技术，减少替代资源的需要，通常被认为是需求端的技术。
利用太陽能的方法主要有：
- 使用太陽能電池，通過光電轉換把太陽光中包含的能量轉化為電能
- 利用便宜的鏡子將陽光反射至昂貴高效能太陽能電池（但需要注意散熱），可以減低發電成本
- 使用太陽能熱水器，利用太陽光的熱量把水加熱
- 利用太陽光的熱量加熱水，並利用熱水發電
- 利用太陽的熱能來進行吸附式製冷
- 透過機械及硬體設備來收集及傳送太陽能的熱量，以供應暖氣設備。可分為主動式太陽能加熱系統及被動式太陽能加熱系統[30]
- 利用太陽能的熱量來驅動斯特林發動機
- 利用太陽能加熱鹽類，再用鹽類儲存的熱量發電（在夜間仍會繼續發電）
- 將吸收太陽能熱量的系統整合於太陽能電池上，降低成本。
- 集中太陽能於定點製造龍捲風，利用龍捲風來做高效能的風力發電
- 利用太陽能作為熱源進行海水淡化
- 能源作物也是一種太陽能
- 太空太陽能轉換電能儲存，輸送到地面電能接收站，訊號接收站
- 根據環境與環境太陽日照的長短強弱，可移動式和固定式太陽能利用網
- 太陽能運輸（汽車、船、飛機...等）、太陽能公共設施（路燈、紅綠燈、招牌...等）、建築整合太陽能（房屋、廠房、電廠、水廠...等）
- 太陽能裝置，例如：太陽能計算機、太陽能背包、太陽能檯燈、太陽能手電筒...等各式太陽能應用與裝置

直到近期，太陽能還只能小規模使用，利用太陽能發電還存在成本高、轉換效率低的問題。但是太陽電池在為人造衛星提供能源方面得到了很好的應用，而且在一些情況下，太陽能發電已經有經濟競爭力；現在太陽能的成本已經在許多市場達到電網平價。
目前，全球最大的屋頂太陽能面板系統位於德國南部比爾施塔特，面積為四萬平方公尺，每年的發電量為0.5萬千瓦時。
日本為了達成京都議定書的二氧化碳減量要求，全日本都普設太陽能光電板，位於日本中部的長野縣飯田市，居民在屋頂設置太陽能光電板的比率甚至達2%，堪稱日本第一。

### 建筑和城市规划

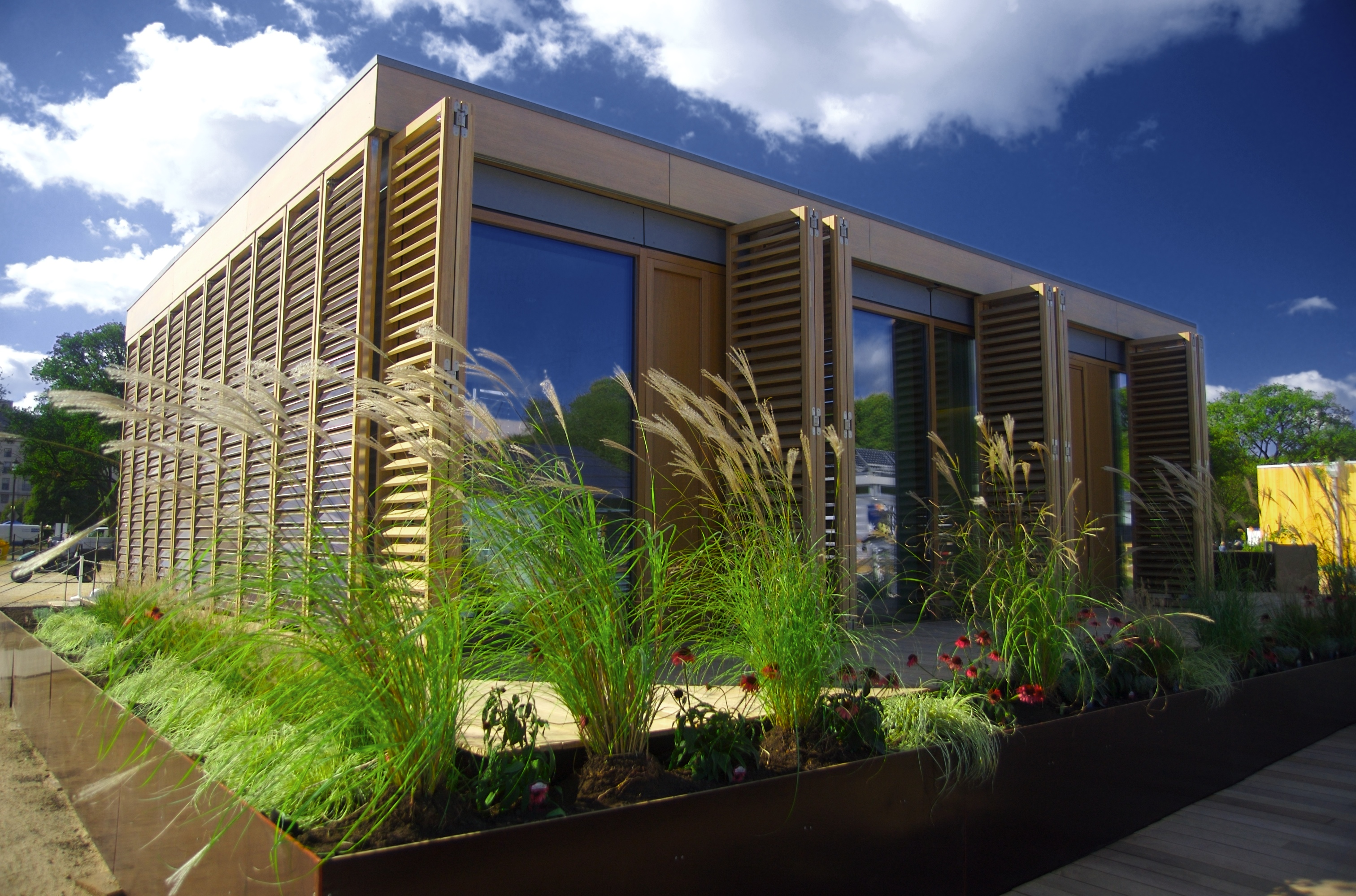
德国达姆施塔特工业大学设计的位于华盛顿特区的被动式节能屋，这是专门为了潮湿和炎热的亚热带气候而设计的。该设计赢得了2007年的国际太阳能十项全能竞赛（Solar Decathlon）

阳光影响了建筑设计建筑史的开始。先进的太阳建筑和城市规划的方法，是最早被希腊人和中国人所采用，他们的建筑面向南方给人们提供光明和温暖。

### 农业和园艺业

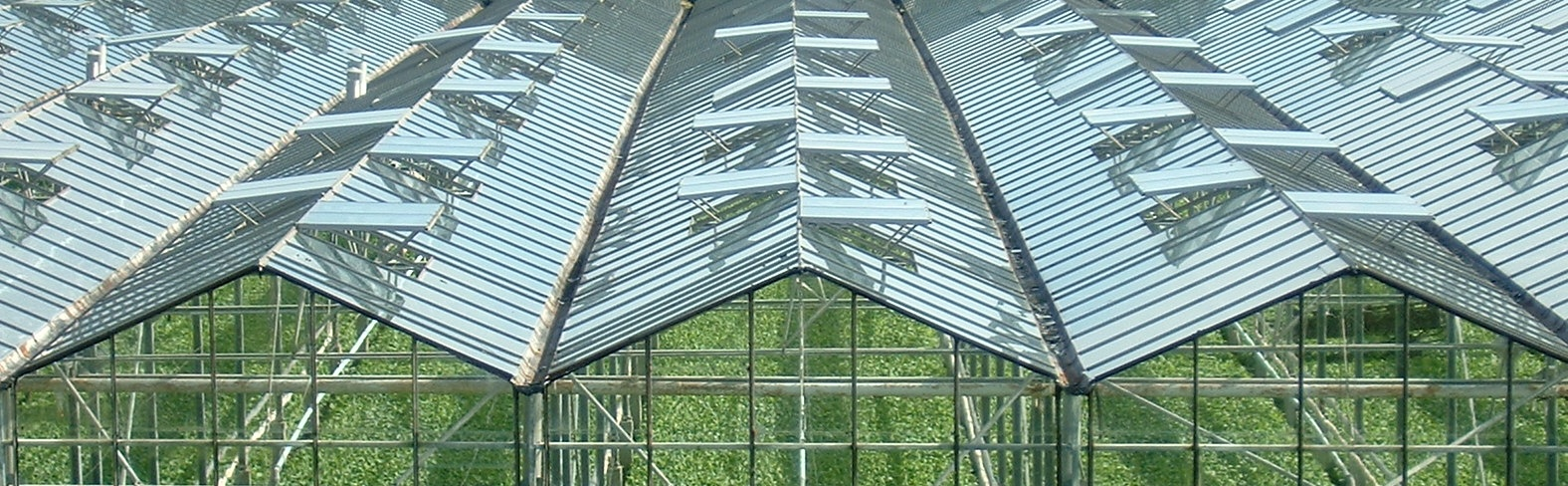
像這些在荷蘭的韋斯特蘭市的溫室大棚種植蔬菜，水果和鮮花。

农业和园艺业，为了优化植物生产力而致力于优化太阳能的捕获。采用的技术，如定时种植周期，量身定制的行方向，交错行和混合的植物品种之间的高度可以提高农作物的产量。雖然陽光被普遍認為是一個豐富的資源，例外情況突出顯示太陽能能源以農業的重要性。
温室大棚将太阳光转换为热能，实现不是天生就适合当地气候的（在封闭的环境中）特种作物其他植物的生长和全年的生产。
太陽能泵也可以用在农业和园艺业的灌溉上。

### 交通运输

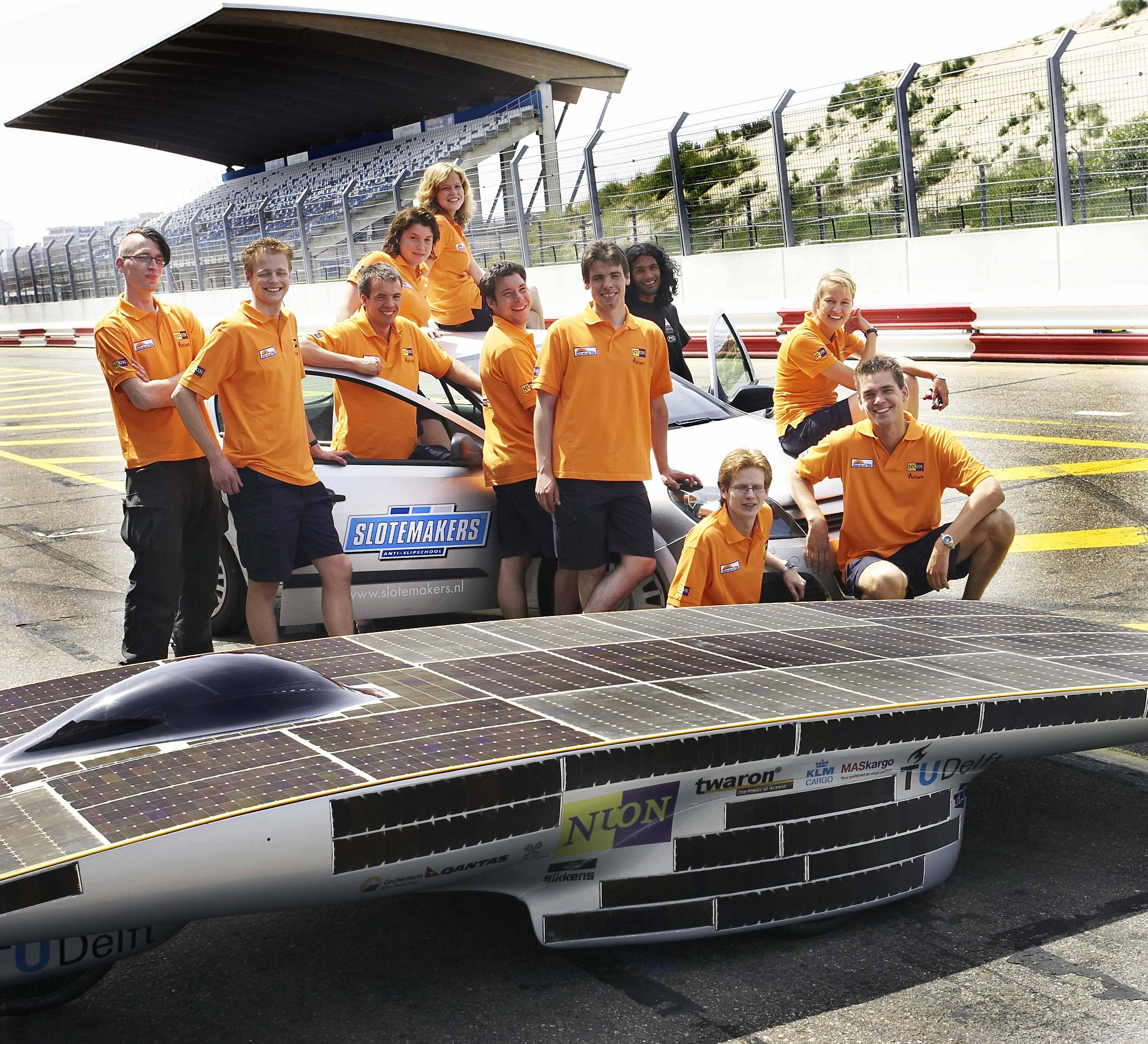
在澳大利亚举办的世界太阳能挑战赛,太陽能車例如Nuna3横跨3021 km从达尔文市到阿德莱德市的比赛路程。

自1980年代以来，一个太阳能汽车的发展一直是工程目标。世界太阳能车挑战赛是每半年以太阳能为动力的汽车比赛中，来自高校和企业的团队竞争横跨澳洲中部的3,021 km（1,877 mi）,从达尔文市到阿德莱德市的比赛路程。在1987年，成立时，获奖者的平均车速为67每小時（42英里每小時），并在2007年获奖者的平均时速已提高到90.87每小時（56.46英里每小時）。北美太阳能车挑战赛和计划中的南非太阳能车挑战赛是相媲美的比赛，反映出在太阳能车的设计和开发的国际关注。
有些汽车使用太阳能电池板为辅助电源，例如用于空调，保持汽车内凉爽，从而减少燃油消耗。
1975年，第一艘实用的太阳能船被建造于英国。到1995年，客轮整合光伏电池板开始出现，并且现在广泛使用。在1996年，堀江谦一作出第一次利用太阳能动力的太阳能船穿越太平洋，和在2006-2007年冬季sun21双体船作出第一次利用太阳能动力的太阳能船穿越大西洋。在2010年有计划作环球航行。

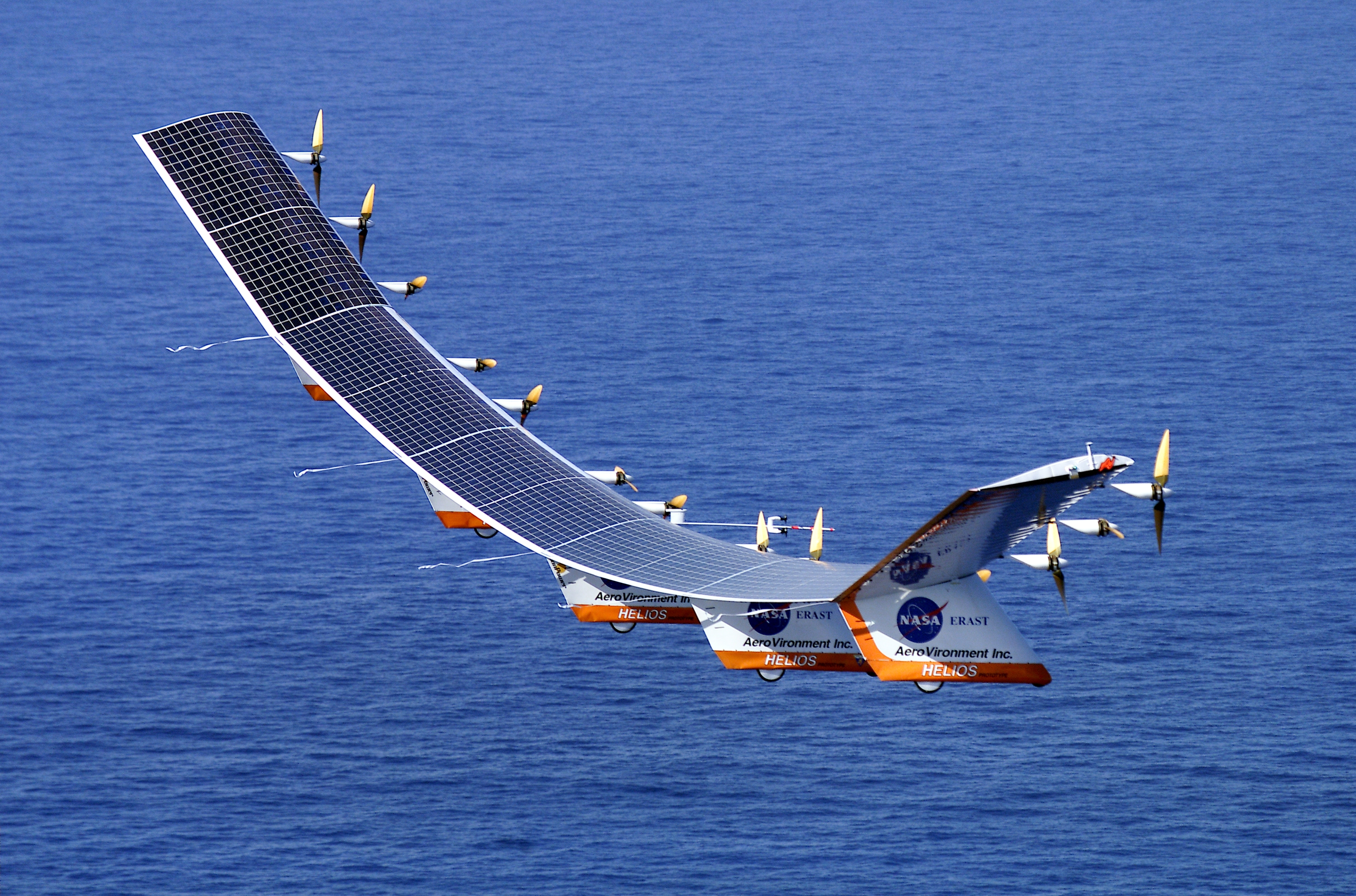
太阳能动力飞行的无人机Helios UAV。

在1974年，无人驾驶AstroFlight SunRise飞机作第一次太阳能飞行。在1979年4月29日，Solar Riser作出太阳能动力的，完全控制的，载人的飞行器的第一次飞行，高度达到40英尺（12）。

### 光熱轉換

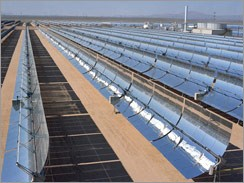
美國油式太陽能集熱陣列，由於不使用高價太陽能光伏而純粹採用鏡面集熱反成為最先達到經濟規模的太陽電廠，量產後成本還能再降低

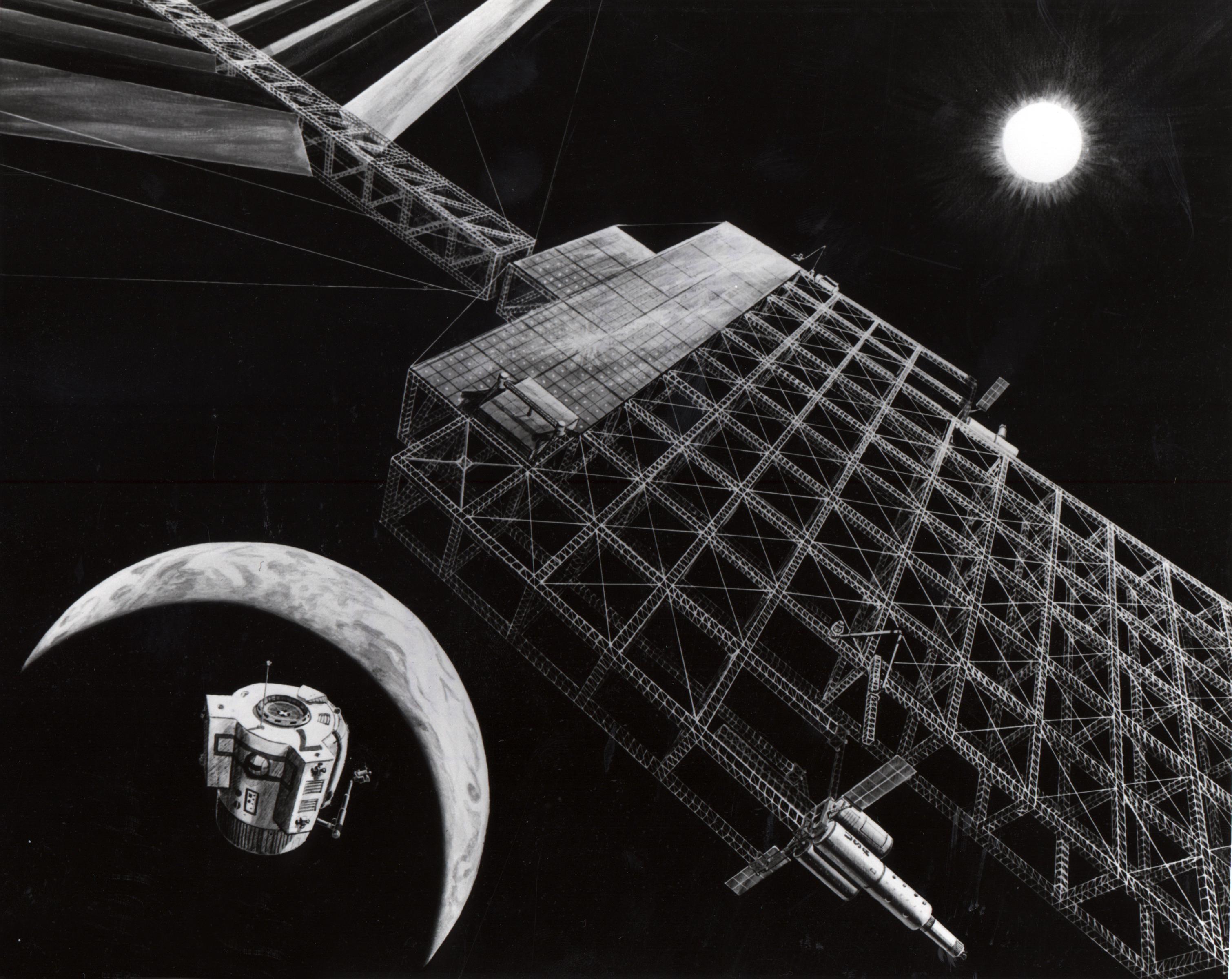
太空設立太陽能太空站的想像圖

現代的太陽能科技可以將陽光聚合，並運用其能量產生熱水、蒸汽和電力。集熱式太陽能（Solar Thermal）。原理是將鏡子反射的太陽光，聚焦在一條叫接收器的玻璃管上，而該中空的玻璃管可以讓油流過。從鏡子反映的太陽光會令管子內的油升溫，產生蒸氣，再由蒸氣推動渦輪機發電。除了運用適當的科技來收集太陽能外，建築物亦可利用太陽的光和熱能，方法是在設計時加入合適的裝備，例如巨型的向南窗戶或使用能吸收及慢慢釋放太陽熱力的建築材料。在適當地點，太陽能的長期使用成本已經接近甚至低於傳統的化石燃料。

#### 太陽能熱水器
太阳能热水系统利用太阳光来加热水。在较低的地理纬度（低于40度）从60％到70％的生活热水可以使用太阳能加热系统提供温度高达60°C的热水。最常见的类型的太阳能热水器真空管集热器（44％）和玻璃平板集热器（34％），一般用于生活热水；还有无釉的塑料收集器（21％），主要用于加热游泳池。
截至2007年，太阳能热水系统的总装机容量约为154吉瓦（GW）。中国是世界的领先者，在截至2006年他们已经安装了70吉瓦（GW），并且部署了在2020年安裝210吉瓦（GW）的长远目标。以色列和塞浦路斯是在人均使用量上面的领先者，超过90％的家庭使用太阳能热水系统。在美国，加拿大和澳大利亚占主导地位的应用是加热游泳池，在2005年太阳能热水应用的装机容量为18吉瓦（GW）。

#### 加热，冷却和通风
在美国，暖通空調（英語：Heating, Ventilation and Air Conditioning，簡稱:HVAC）系统占用商业楼宇使用的能量30％（4.65 EJ），和在住宅建筑近使用的能源的50％（10.1 EJ）。太阳能加热，冷却和通风技术可用于抵销了这些能量的一部分。

#### 水处理

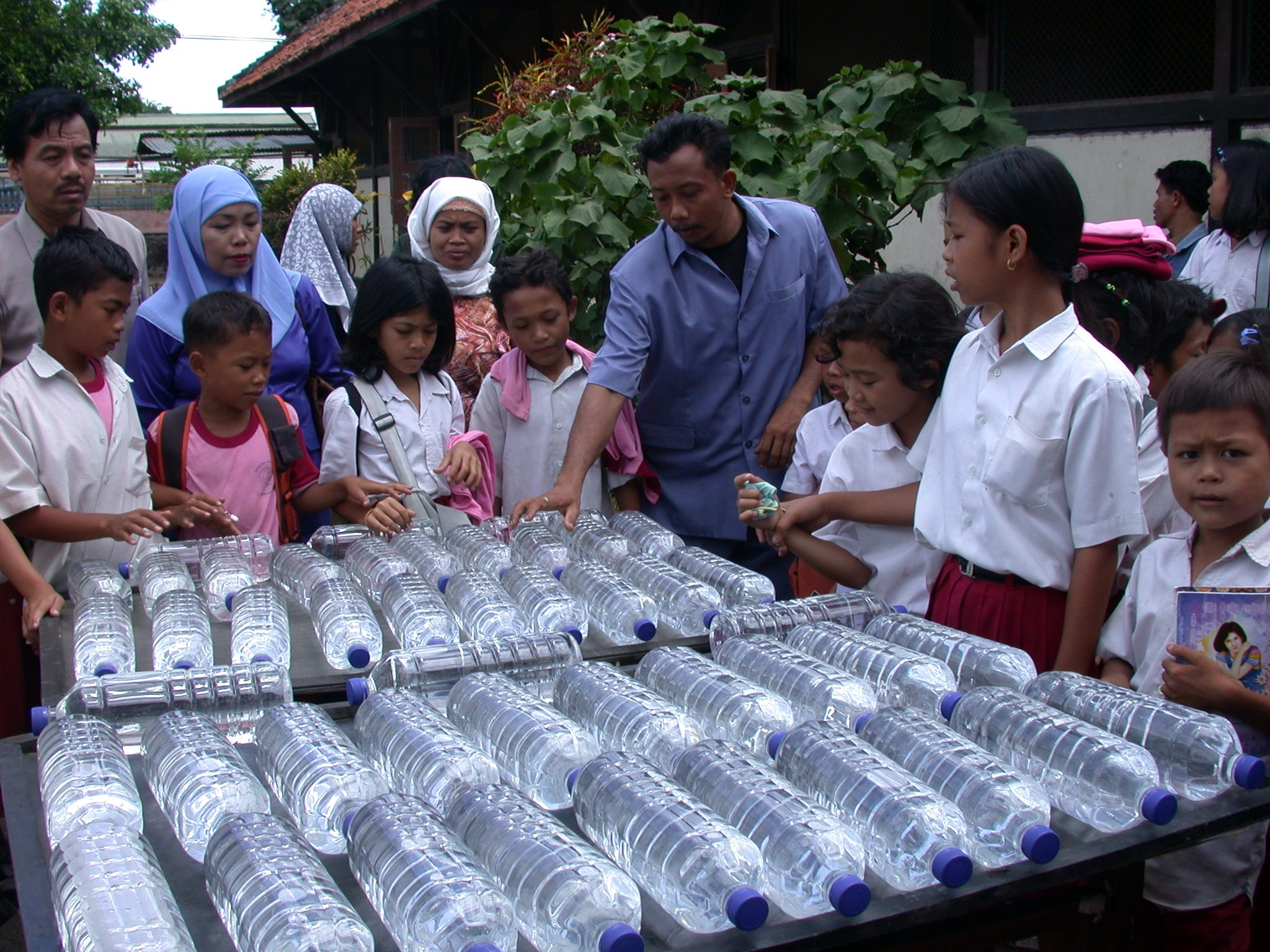
太陽能水消毒，位於印度尼西亞。

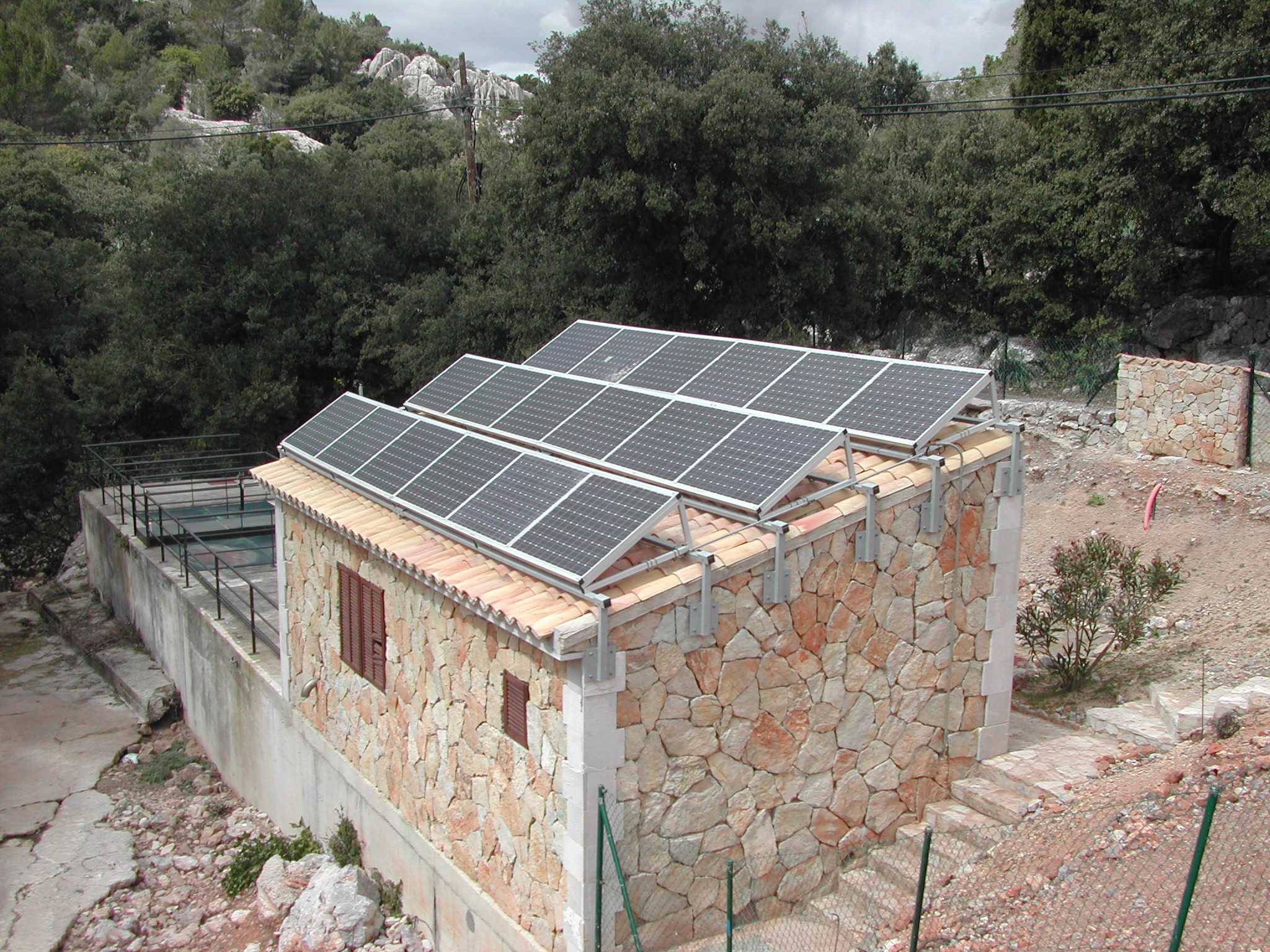
小規模的太陽能污水處理廠。

太阳能可用于蒸馏处理盐水或半咸水使其可成饮用水。这种应用的首次记录是在16世纪的阿拉伯炼金术士。首先构建一个大型的太阳能蒸馏项目于1872年在智利的矿业城市拉斯维加斯萨利纳斯（Las Salinas）。该工厂有4700平方米的太阳能集热面积，每天可产生高达22,700升淡水，并经营了40年。

#### 烹饪

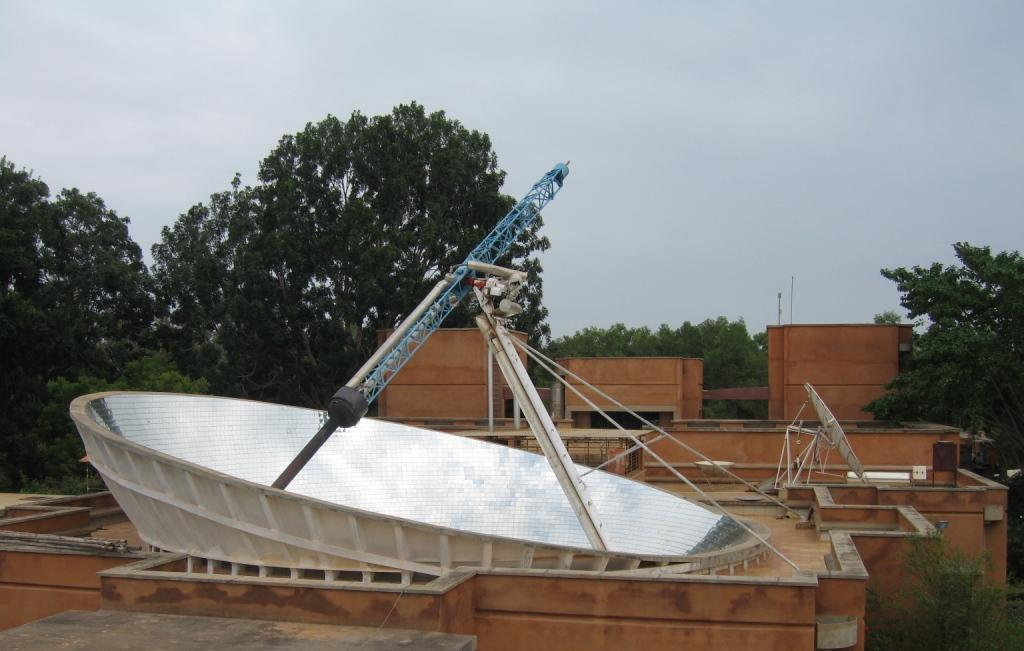
在印度黎明之村的太陽碗，集中太陽光在一個可移動的接收器上產生蒸汽的烹調。

太阳灶利用太阳光蒸煮，干燥和杀菌消毒。它们可分为三大类：箱灶具，面板灶具和反射灶具。最簡單的太陽灶是箱灶具，首先由奥拉斯-贝内迪克特·德索叙尔在1767年建造。一個基本的箱灶具包括一個用透明蓋子的隔熱容器。它可以有效地在局部陰天使用，通常溫度將可達90-150 °C.

#### 热处理
太阳能聚光技术，如抛物面碟形，槽形及Scheffler反射器可为商业和工业应用提供工业用热。
蒸发池是通过蒸发作用浓缩溶解固体的浅水池。使用蒸发池的从海水中获得的盐是太阳能最古老的应用之一。现代应用包括浓缩浸矿用卤水的解决方案和从废物流中除去溶解固体。
通过蒸发作用由风和阳光的晾衣绳，晾衣架晾衣服不消耗电力或煤气。在美国的一些州，有立法保护衣服的“晾干的权利”。

### 光電轉換
光電轉換又稱太陽能光伏。太陽能板是一種暴露在陽光下便會產生直流電的發電裝置，幾乎以半導體物料（例如硅）製成的薄身固體太陽能電池組合。由於沒有活動的部分，故可以長時間操作而不會導致任何損耗（薄膜太陽能電池會有光衰退的現象）。簡單的光伏電池可為手錶及計算機提供能源，較大的光伏系統可為房屋照明，並為電網供電。
太陽能板可以製成不同形狀，而又可并联、串联，以產生更多電力。近年，天台及建築物表面開始使用光伏组件，被用作窗戶、天窗或遮蔽裝置的一部分，這些光伏設施通常被稱為附設於建築物的光伏系统。

#### 聚光太阳能热发电
聚光太陽能發電（CSP）系統使用透鏡或反射鏡和跟踪系統，把大面積的陽光聚焦到一個小光束。然後將集中的熱量用作常規發電廠的熱源。廣泛存在聚光技術，最發達的技術是拋物槽，集中線性菲涅爾反射鏡，斯特林盤和太陽能發電塔。跟踪太陽和光線聚焦用了各種技術。在所有這些系統中，工作流體被聚光的太陽光加熱，然後將其用於發電或能量存儲。
| 全球光熱發電 | 2006 | 2007 | 2008 | 2009 | 2010  | 2011  | 2012  | 2013  | 2014  | 2015  |
| ------------ | ---- | ---- | ---- | ---- | ----- | ----- | ----- | ----- | ----- | ----- |
| 裝置量(MW)   | 412  | 479  | 537  | 782  | 1,256 | 1,721 | 2,584 | 3,804 | 4,380 | 4,650 |
| 發電量(GWh)  | 551  | 685  | 898  | 924  | 1,646 | 2,862 | 4,766 | 5,460 |       |       |

#### 太阳能光伏

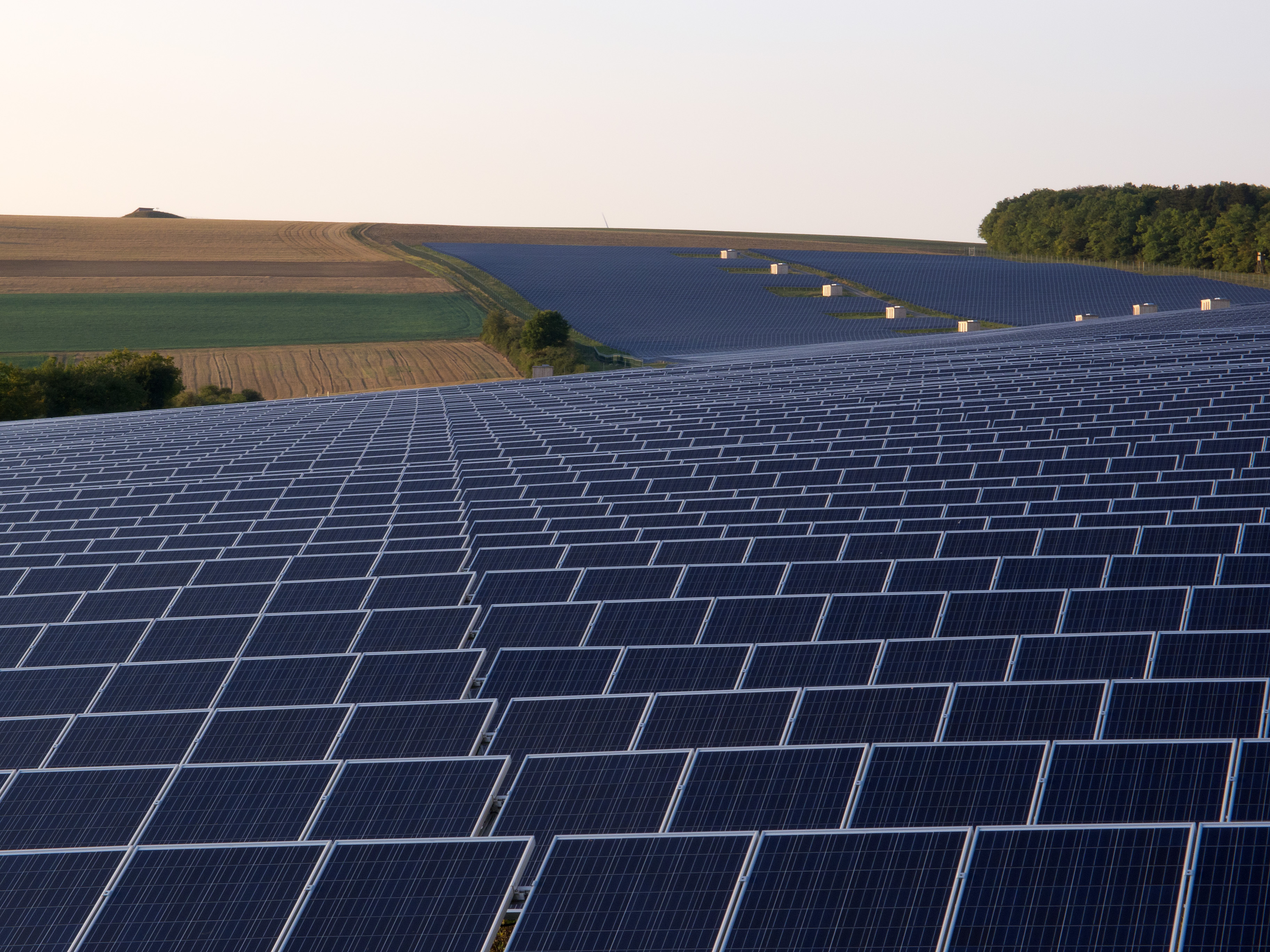
德国的19 MW 太阳能光伏发电园区

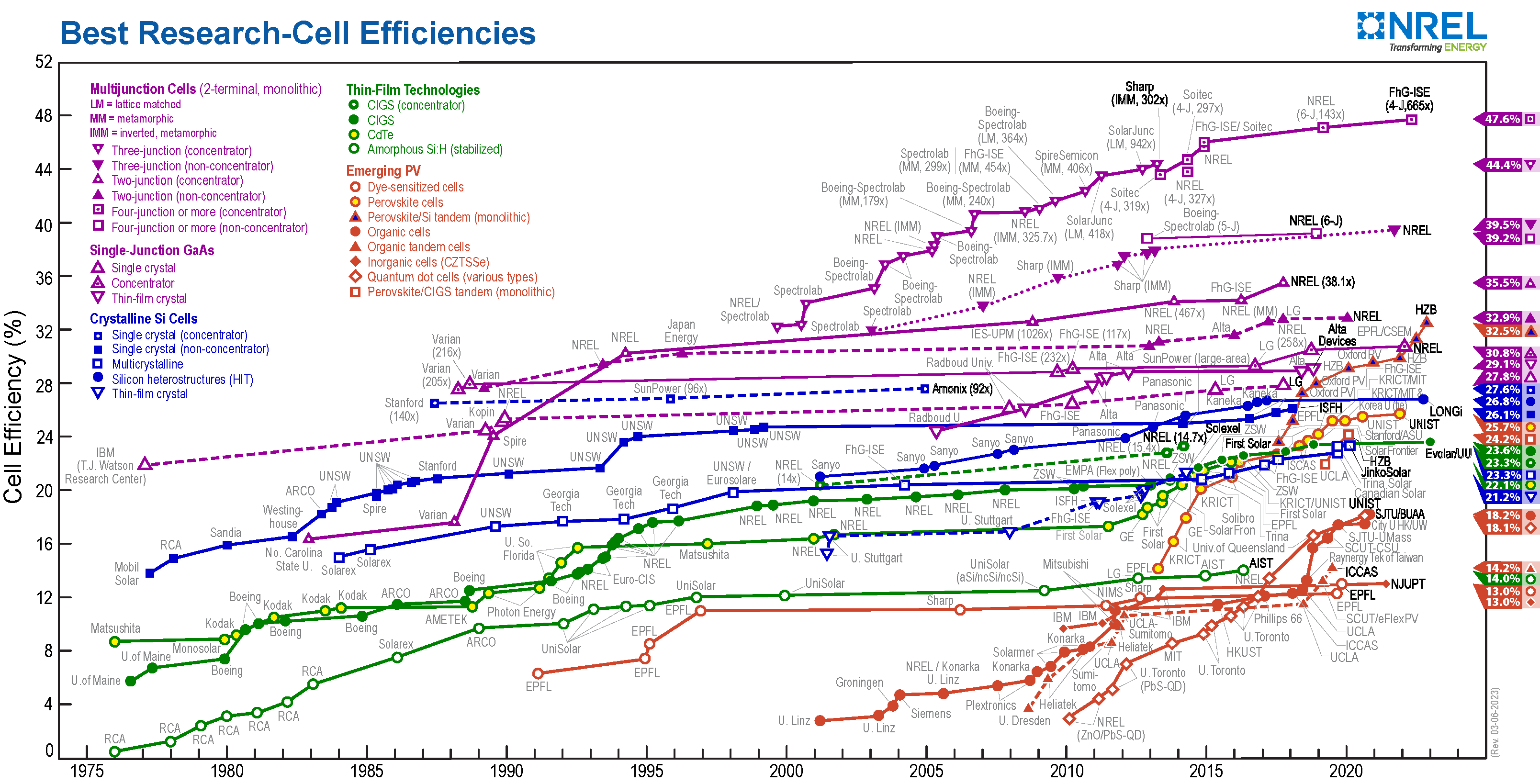
國家可再生能源實驗室(NREL) 編纂的從1976年到現在的太陽能電池效率的最好的研究

一種太阳能电池或光伏電池（PV），是一種利用光電效應將光轉換成電流使用的裝置。於1880年代，第一個太陽能電池由查爾斯Fritts(Charles Fritts)構造。
|                | 2000   | 2001   | 2002    | 2003    | 2004    | 2005    | 2006  | 2007  | 2008   | 2009   |
| -------------- | ------ | ------ | ------- | ------- | ------- | ------- | ----- | ----- | ------ | ------ |
| 裝置量(MW)     | 1,313  | 1,592  | 2,033   | 2,595   | 3,682   | 5,083   | 6,671 | 9,370 | 16,226 | 24,514 |
| 發電量(GWh)    | 1,090  | 1,337  | 1,686   | 2,128   | 2,785   | 3,942   | 5,449 | 7,385 | 12,218 | 20,501 |
|                |        |        |         |         |         |         |       |       |        |        |
|                | 2010   | 2011   | 2012    | 2013    | 2014    | 2015    |       |       |        |        |
| 裝置量(MW)     | 41,346 | 71,810 | 100,818 | 139,048 | 179,998 | 230,606 |       |       |        |        |
| 發電量(GWh)    | 33,333 | 63,835 | 101,919 | 142,588 | 190,773 | 253,037 |       |       |        |        |
| 佔全球發電量比 | 0.16%  | 0.29%  | 0.45%   | 0.61%   | 0.80%   | 1.05%   |       |       |        |        |

| 國家           | 太陽能光伏裝置量 百萬瓦（MW） |
| -------------- | ----------------------------- |
| 中华人民共和国 | 43,050                        |
| 德国           | 39,634                        |
| 日本           | 33,300                        |
| 美国           | 25,540                        |
| 義大利         | 18,910                        |
| 英国           | 9,077                         |
| 法國           | 6,549                         |
|                | 5,031                         |
| 印度           | 4,964                         |
| 西班牙         | 4,832                         |

| 國家     | 太陽能光伏發電量 百萬千瓦時（GWh） |
| -------- | ---------------------------------- |
| 德国     | 38,432                             |
| 義大利   | 22,847                             |
| 西班牙   | 8,264                              |
| 英国     | 7,556                              |
| 法國     | 6,700                              |
| 希腊     | 3,818                              |
| 比利时   | 2,865                              |
| 捷克     | 2,261                              |
| 羅馬尼亞 | 1,328                              |
| 保加利亚 | 1,302                              |

### 太陽化学
太阳能的化学过程利用太阳能来驱动化学反应。
優點
在光照充足的地區（例如：太空向陽區、海洋、海岸、空曠岩地、平面地區...），太陽能的供應源源不絕，且不會產生溫室氣體導致地球溫室效應加劇。
太阳能电池组件可以安装在建筑物上，称为光电一体化建筑，如此太阳能电池板不仅可以在有阳光的时候产生电力，还能達到隔热的作用，可以有效降低建筑物内部的温度，降低建筑能耗；而且分散式發電的大規模停電風險較低。此外，將太陽能電池安裝於家家戶戶，可以提供大量的在地工作機會，節省社福及社會成本。
一些有著高輻射又乾旱到無法種出農作物的沙漠國家，還可以把剩下的太陽能賣給電力公司，達到賺錢的效果（不過對於其他國家，太陽能的使用是不能影響到農業及生態）。

## 缺點
- 太陽能板的成本從2000年到2018年已經降低了70-90%電廠的成本[63]，某些地區大型太陽能電廠成本已經比傳統發電還低，但屋頂型太陽能成本還是偏高，約是大型電廠的兩倍[64]，且投資電廠須要高額的初期投資。
- 如果考虑气候，日照强度，成本和投资回报的经济效益，太阳能系统并不适合世界的每一个角落。而在許多陰雨綿綿或是日照短的地區，太陽能的發電量偏低，投資報酬率較低。
- 大規模地面型太陽電廠，如果設計不當，會造成生態和環境的影響。
- 太陽能电池板壽命有限。大約是20-30年。而生產時所需使用的硅、鍺、硼可能會造成其他方面的污染，需妥善管控處理。太阳能板的原材料和电脑芯片原材料一样。大量生产过程中化学物质是有毒有害，主要靠工厂所在地法律法规管控。
- 对电网的影响

截至2017年12月，澳洲东部昆士兰州有超过31%居民拥有屋顶太阳能系统，平均安装功率超过3.5千瓦（世界第一）。但是高太阳能系统普及率也给电网电压带来问题。居民区中午用电量低，主要以出售电力给电力公司为主。传统电网并没有考虑双向电力输送。在居民区电力大额传输回电网的时候，电压会逐步抬高，而且可能超过电器设备可能受范围 . 。科学研究已经有方法解决这种问题，但是都有各种成本考虑，例如，在中压电网额外增加电压控制装置。
对于其他国家或地区的启示：没有系统性的分析和规划，单一鼓励促进太阳能在居民区的普及会带来新的风险。更好的方式之一是，通过税收或其他鼓励措施，促进工业和商业用户的太阳能系统安装。因为工商业用户主要用电高峰经常在白天，太阳能系统在日照白天发电，补充工商业用电，降低工商业对电网的压力。
- 对能源投资和电费管理的影响

现实生活中的问题经常复杂多变，原因错综复杂。对于能源投资和电费管理也是同样的道理，没有适合每个方案的万用灵丹。太阳能系统投资也许是很好的选择，如果：当地阳光充足，电价较高而且持续涨价，政府通过财政或金融方式大力支持，电力可卖回给电力公司 （澳洲和德国）。投资回报经常是能源投资的主要考量。但是系统性的检查，评估和分析，也许会发现，在目前市场条件下，一套综合性的方案是最合适的。例如，通过房屋建筑能效提高，既有设备运行的改善，和太阳能系统投资，可能会提供业主最好的投资回报 
。

## 世界各国家地区對太陽能的政策

### 中国
- 2006年6月，中國成立風能太陽能資源評估中心。
- 2009年3月23日，中国财政部印发《太阳能光电建筑应用财政补助资金管理暂行办法》，对太阳能光电建筑等大型太阳能工程进行补贴。
- 2011年7月24日，中國国家发展和改革委员会发布《国家发展改革委关于完善太阳能光伏发电上网电价政策的通知》
- 2012年9月13日，中國国家能源局发布《太阳能发电发展“十二五”规划》[70]。《规划》提出，到2015年底，中國太阳能发电装机容量达到21吉瓦（GW）以上，这意味着未来3年中國光伏发电装机容量有望扩大6倍以上。这个规划提出加快推动太阳能技术产业创新发展。

### 澳大利亚
- 2005年發表「陽光電城計劃」（Solar Cities initiative），目前已有聖地愛麗絲泉、阿得雷德、佩斯、湯士維爾與布萊克頓五個城市獲取政府補助打造太陽能發電系統城市。
- 2012年前，澳洲东部各州，在政府支持下有高额电力回购计划，例如,$0.60澳币每度电（$AUD/kWh）。同时政府对于太阳能板(solar panel)有高额补贴，在澳洲高薪水高人工成本的情况下，在2016~2017年，民用系统（包括太阳能板，逆变器，人工，电线和辅料，政府许可申请）可以做到1kW屋顶太阳能系统1000澳币，或更低。截至2017年12月，澳洲东部昆士兰州，31%居民家安装有屋顶太阳能系统，平均功率在3.5千瓦以上（世界第一）。
- 2017年及以后，澳洲居民电力出售给电力零售商主要以市场定价为主，在$0.06 ~$0.16每度电。2018年，澳洲东部昆士兰州居民普通电力价格大约是$0.25澳币每度电

### 德国
- 德国《可再生能源法》于2000年4月出台，其前身是1991年生效的《强制输电法案》。《可再生能源法》是开发和利用可再生能源，加强节能环保的纲领性法规，后随时间推移和形势变化多次修改补充。
- 2009年新《可再生能源法》设定，2020年德国的可再生能源在电力消费中的占比目标为30%。德国《可再生能源法》的基本政策方针是可再生能源优先以強制固定费率入网（feed-in tariffs），即依法強制电网运营商必须以法律规定的固定费率，收购可再生能源供应商的电力。同时，供电商再根据全部入電网的可再生能源、传统能源成本状况，厘定电价。这样，尽管可再生能源目前的成本还高于传统能源的，但《可再生能源法》为可再生能源提供了和传统能源同样的机会；再加上可再生能源还有其他方面优惠，使其发展风险得以大大降低。
- 德国是世界顶极的太阳能光伏（PV）安装国家之一，在2011年的用光伏发电的容量達到25 GW。在2012-10-31，有31.62 GW光伏发电连接电网。[71][72]
- 德国联邦政府已制定到2030年安装的太阳能光伏发电容量66 GW的目标[73]，年均增长将达到2.5-3.5 GW[74]，和到2050年80％的电力来自可再生能源的目标。[75]

### 西班牙
- 2007年3月30日，歐洲第一座商業太陽能發電廠（PS10太陽能發電塔）啟用，這座電廠自2001年7月於西班牙南部的塞維亞西方25公里的桑路卡拉馬尤（Sanlucar la Mayor）開始興建，直到2005年12月31日完工，費時4年多建造完成。
- 2011年10月，Gemasolar Thermosolar Plant太阳能热電廠啟用，這座電廠位於西班牙南部的塞維亞丰特斯德亚恩达卢西亚。发电容量19.9 MW。

### 美国
- 2006年8月，美國加州參議院以36票對4票獲得壓倒性的勝利，通過「百萬太陽能屋頂法案」，法案計畫在未來10年，在加州百萬個屋頂上裝設太陽能發電系統，將太陽能發電的上限由0.5％提升為2.5％，整個計畫總發電規模將達300萬千瓦。

### 台湾
- 2016年7月，啟動「太陽光電2年推動計畫」，至2018年12月累積設置1.7GW、超過1.52GW的計畫目標。[76]
- 2019年10月，提出2020年太陽光電6.5GW達標計畫，預計年發電量可達46億度電，可供132萬戶用電。[77]長期目標則是2025年裝置容量為20GW，漁電共生、屋頂太陽能是主要推行的相關專案。[78]

### 相關期刊論文
- （英文） 光伏發電進展：研究和應用[永久]
- （英文） 太陽能（页面存档备份，存于）
- （英文） 太陽能材料和太陽能電池[永久]